# Иванцево (Лычёвская волость)
Иванцево — деревня в Великолукском районе Псковской области России. Входит в состав сельского поселения «Лычёвская волость».
Расположена в 9 км к югу от центра города Великие Луки.

## Население
Численность населения по оценке на 2000 год составляла 16 жителей, на 2010 год — 9 жителей.